# Springiersbacher Hof

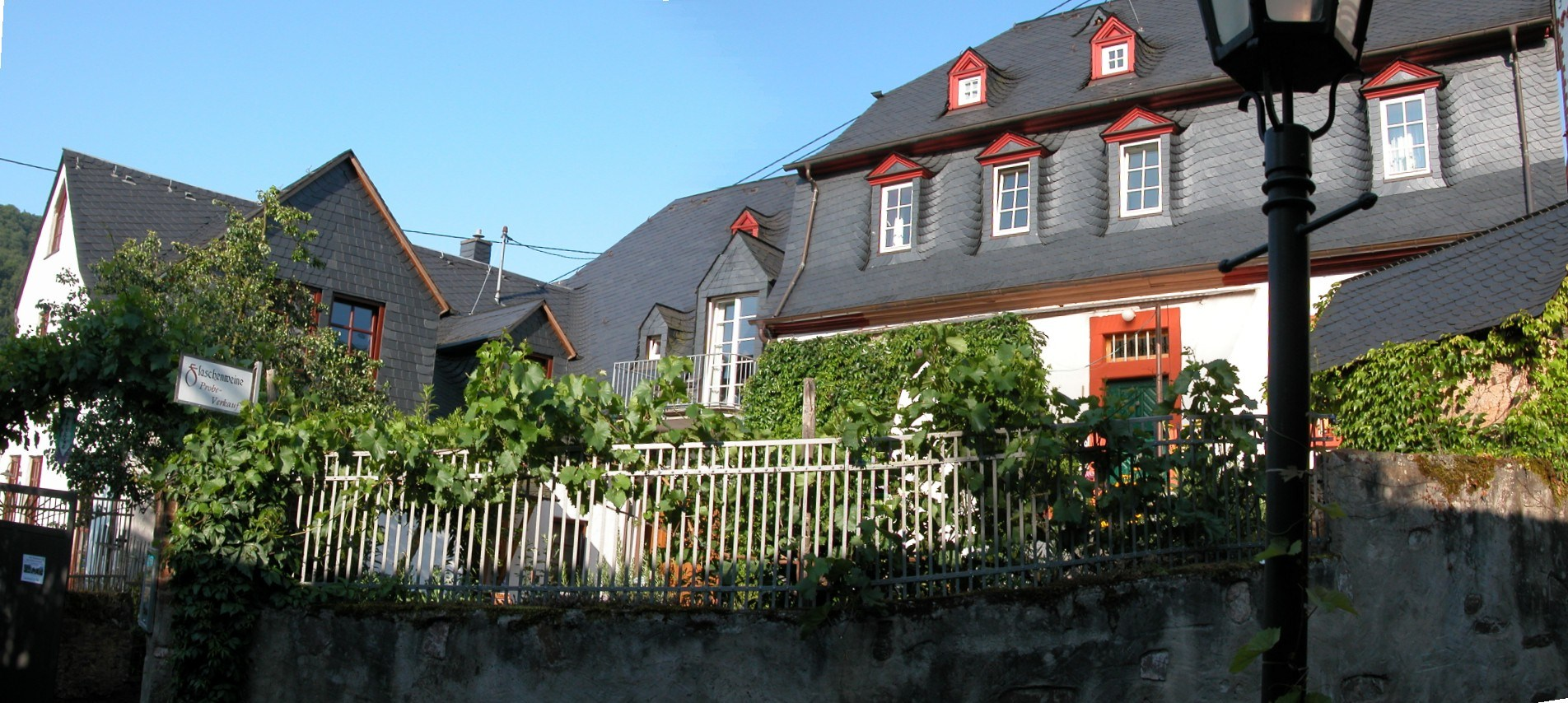
Springiersbacher Hof in Ediger
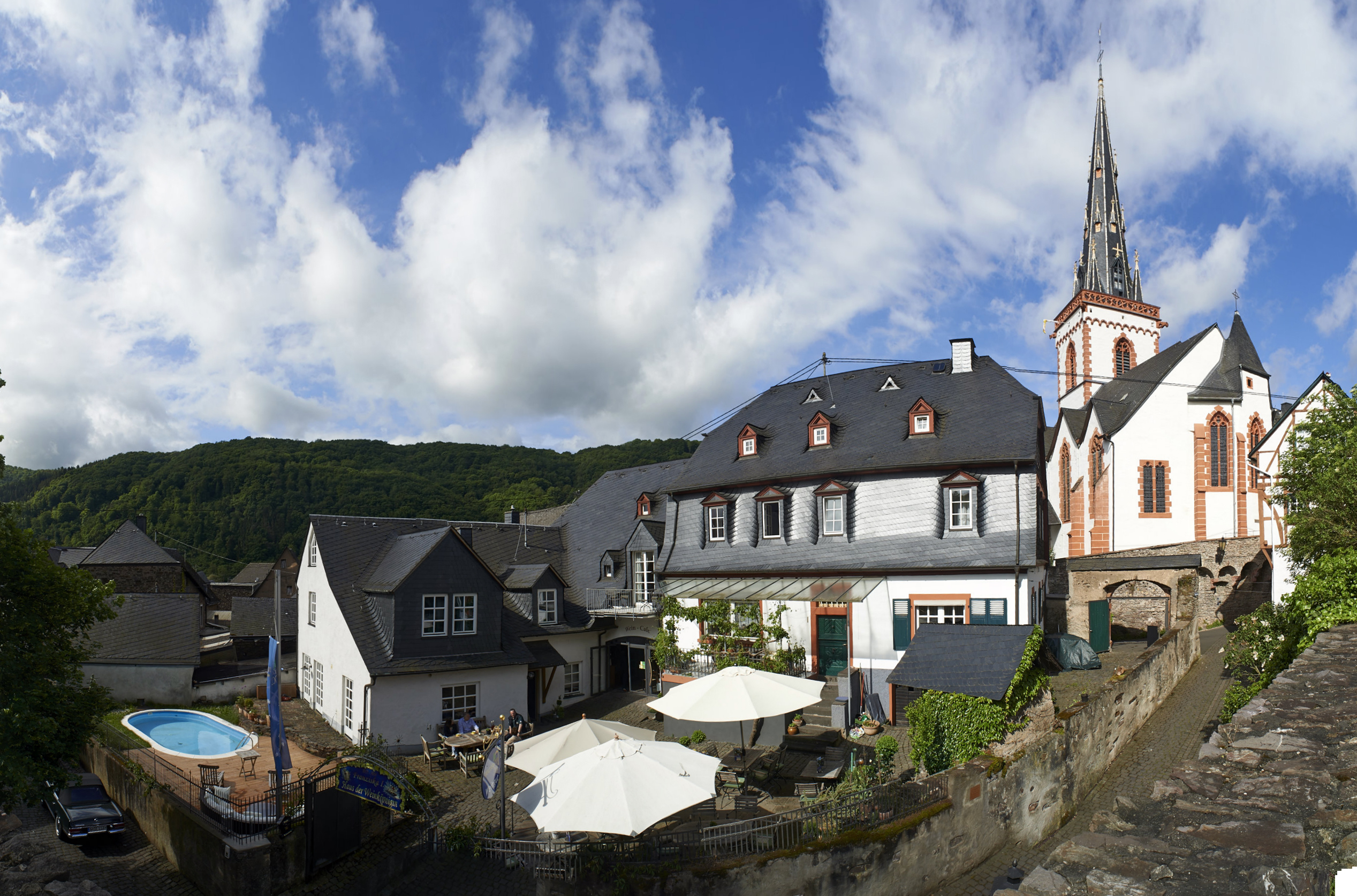
Springiersbacher Hof Gesamtansicht

Der Springiersbacher Hof ist ein Weingut in der rheinland-pfälzischen Moselgemeinde Ediger-Eller, im Mosel (Weinanbaugebiet). Der Hof wurde 1299 vom Kloster Springiersbach gegründet und befindet sich seit der Säkularisation 1803 im Privatbesitz. Das denkmalgeschützte Anwesen wird seit der Gründung als Weingut und Brennerei genutzt.

## Geschichte
Am 30. Januar 1299 erwarb das Kloster Springiersbach einen Besitz in Pleyt in Edegry. Dies war der Anfang des Klosterweingutes in Ediger. 1341 übertrugen die Eheleute Heinrich von Arras und Elisabeth der Abtei eine Rente zu Edegry. 1352 ist ein Hof in Edegre am Schnittpunkt von Oberbach- und Kirchstraße dokumentiert, Hofleute waren Heinrich von Cond und Gela. Ab 1. März 1364 waren Kowzo von Zeltank und Else Hofleute. 1374 verkaufte Thele Bicor aus Ediger der Abtei 6 Weingärten. Anno 1479 (13. November) waren Georg Untzen und Else die Hofleute. 1572 beginnt ein Dingbuch (Ordnung der Arbeiten) für beide Höfe.  1752–53 unter Abt Johann Heinrich von Wassenberg wurde das alte Gebäude abgerissen und an dessen Stelle ein Barockgebäude errichtet. In dieser Form zeigt es sich noch heute. Über dem Hofportal ist das Klosterwappen zu erkennen. 1781 erfolgt die Renovierung der Güter und Lehnwingerten zu Ediger.
1781 wurden die beiden Höfe an Nikolaus Becker verpachtet. Hier die Übersetzung der Original Pacht Urkunde, soweit lesbar:

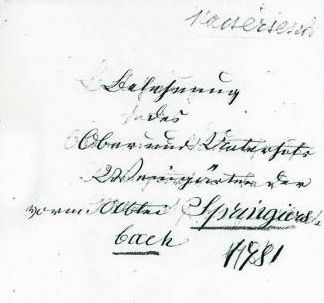
Pachtvertrag 1781

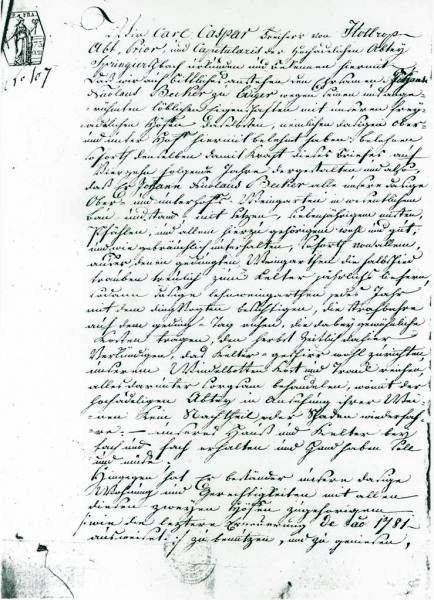
Pachtvertrag 1781

„Belehnung des Ober und Unterhofs – Weingärtner der Abtei Springiersbach 1781
Wir Carl Caspar Freiherr von Hollropen Abt. Brior, und Caputaliris der hochadelichen Abtey
Springiersbach urkunden und bekennen hiermit daß wir auf bittliches anstehen von Ehrsamen Johann Nicolaus Becker zu Ediger wegen seinen uns angerühmten löblichen Eigenschaften mit unseren frey-adelichen Höfen dieselben, nämlichen dasigen Ober und Unter Hof hiermit belehnt haben: belehnen soforth denselben damit Kraft dieses Briefes auf Vierzehn folgende Jahre dergestalten und als- daß Er Johann Nicolaus Becker alle unsere dasige Ober- und Unterhofs Weingärtnerei im wesentlichen Bau und stand- mit setzen, siebenjährigem … Pfählen, und allem hierzu gehörigem wohl und gut, und wie gebräuchlich unterhalten, soforth … auser den in gedingtem Weingarthen die halbshind trauben treulich zum Kelter jährlichs liefern, sodann dasige lehnweingarthen jedes Jahr mit dem ding… bestehtigen, die Strafbahre auf dem gedingt Tag ruhen, die dabey gewöhnliche Kosten tragen, den Herbst zeitlich dafür (bzw. dahier), Verbündigen, das Kelter geschirr wohl zurichten, unser am Windelbetten hart und … reichen, alles der unter Sorgsam behandeln, womit der hochadeligen Abtey in Ansehung ihrer  Kein Nachtheil oder Schaden wiederfahre – unseres Haus und Kelter bey hoch und hoch erhalten und Hand haben soll und müsen; Hingegen hat Er … unsere dasige Wohnung und Gerechtigkeiten mit allen diesen zweyen Höfen zugehörigen sowie den letztern Erneuerung De Tao 1781 ausweiset … zu benutzen, und zu geniesen,
weniger nicht die …, welche doch zu drey mahlen ausgekeltert werden sollen, für sich,
sodann Ein halbes Größer… Malter Herbst Korn jährlich zu gewärtigen; welchem
allem Er beständer Johann Nicolaus Becker bey Verpfändung seiner Haab und Güther getreu-
lich nachzukommen hiermit angelobet.
In … desen haben wir Abt und Prior uns eigenhändig unterschrieben, und unsere Albaliate und Capitular- Insingala hier unter auf drucken lasen.
Springierschbach d. 20t Oktober 1781
… von Holtropp Abt
w. Dun…   Brior von Capitalie
Vorstehende Belehnung ist in allen seinen Clauseln wieder auf Vierzehn Jahre extendieret worden
Springiersbach d. 24.ten Gbr 1795 -   G Hallcantor S Brackeln Brendenbach …
Adam Sevetarius Capituli“

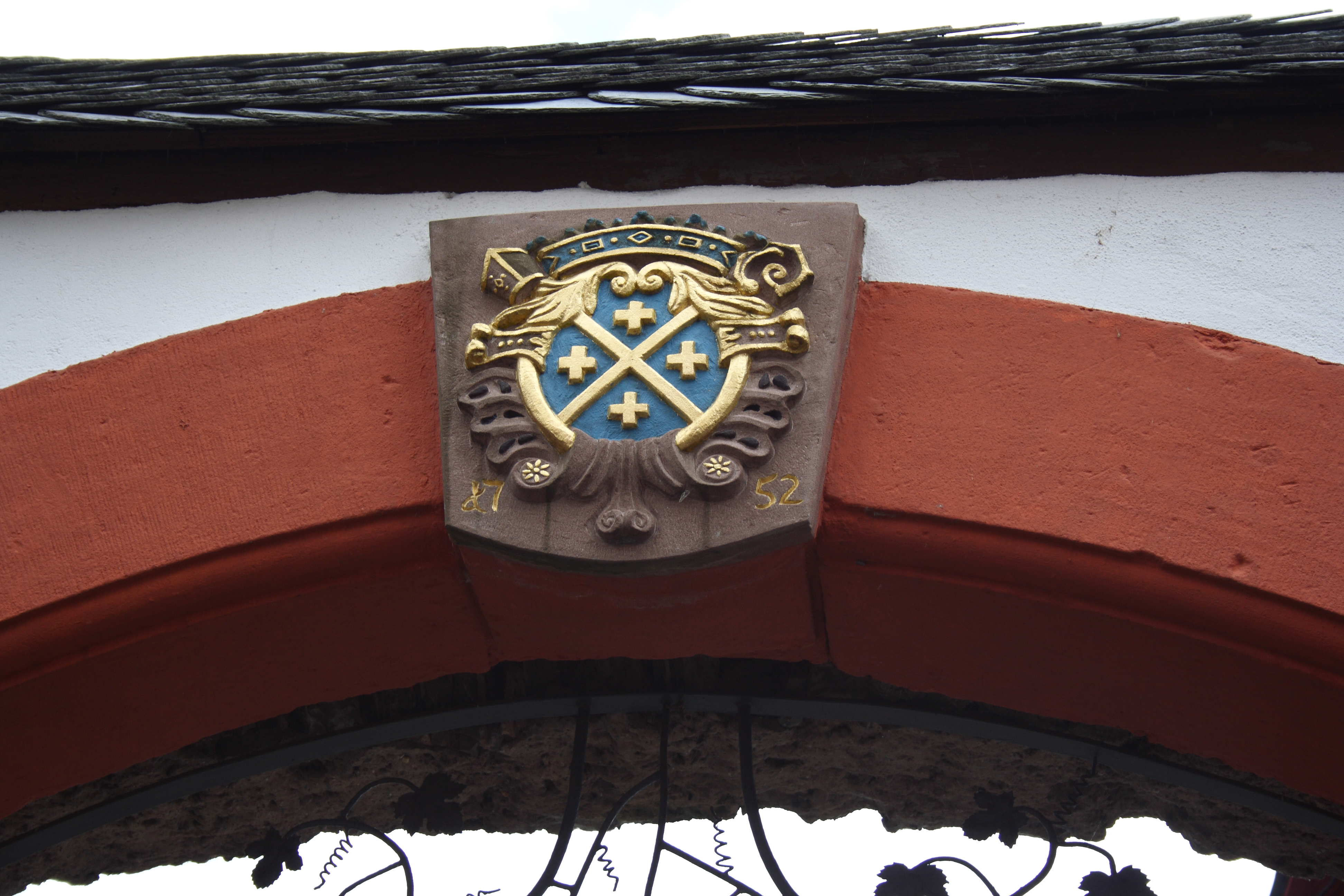
Wappen des Abtes Heinrich von Wassenberg am Hofportal

1794, unter Hofmann Nikolaus Becker (Pächter), verfügte das Kloster Weingut über folgende Anzahl an Weinstöcken:
- 1. Klasse 1693 Stöcke
- 2. Klasse 1481 Stöcke
- 3. Klasse 7262 Stöcke

Das Kloster besaß das neue Haus nur knapp 50 Jahre. Danach wurde die Abtei im Zuge der Säkularisation durch Napoleon Bonaparte aufgelöst und enteignet. Das Hofgut Ediger wurde 1803 versteigert.

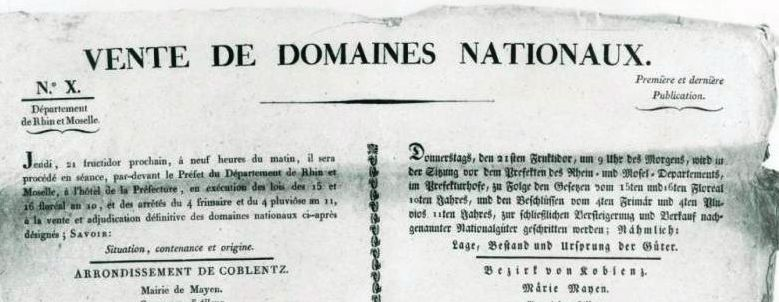
Versteigerung

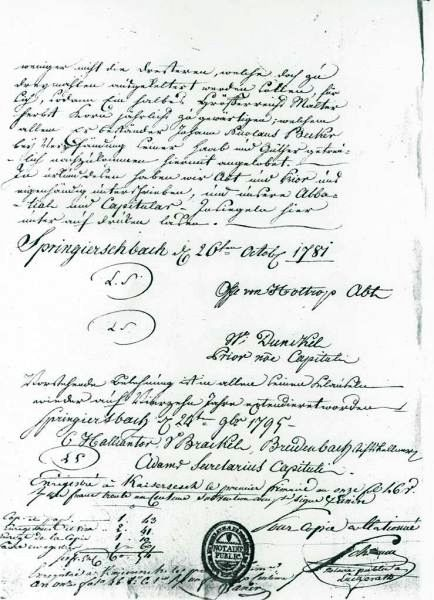

„Vente De Domaines Natinaux. N.° X, Departement de Rhin et Moselle
Donnerstags, den 21sten Fruktidor, um 9Uhr des Morgens, wird in der Sitzung vor dem Prefekten des Rhein- und Mosel Departements, im Prefektkurhofe, zu Folge den Gesetzen vom 15ten und 16ten Floreal 10ten Jahres der fränkischen Republik, und den Beschlüssen vom 4ten Frimar und 4ten Pluvios 11ten Jahres der fränkischen Republik,  zur schließlichen Versteigerung und Verkauf nachgenannter Nationalgüter geschritten werden; nämlich:
Lage, Bestand und Ursprung der Güter, Bezirk von Koblenz, Marie Mayen, Gemeinde Ediger:
Ein Haus mit 21 Stücken Weinberg von 27 Aren 58 Centarien, 5 Stücke Wiese von 2 Aren 39 Centarien, und 2 Stücke Wildland von 19 Aren 45 Centarien; von der Abtey Springiersbach herrührend, an Bgr. Niklas Becker verpachtet, und abgeschätzt…
Die Güter werden verkauft mit allen daran haftenden Aktiv- und Passivlasten, frey von allen Schulden und Hypotheken, Grundzinsen und Gefällen; der Ansteigerer genießt dieselben so wie sie der Naribn gehören, ohne daß ihm etwas anderes als die Begrenzung verbürget werde: weßhalben die Liebhaber vor der Versteigerung davon auf Ort und Stelle Einsicht nehmen können. Die Versteigerung geschieht bei erlöschende Lichtern. Es müssen derselben wenigstens 3 angezündet werden, und der Zuschlag ist nicht eher entscheidend, bis das ein nochmaliges Licht angezündet und erloschen seyn wird, ohne daß während demselben irgend ein Gebot gemacht worden sey.
Verfaßt und eingereicht von dem Direktor der Einregistrierung und der National-Domänen, Koblenz, den 22ten Thermidor 11ten Jahres der fränkischen Republik, GOLBERY
Eingesehen vom Prefekten des Rhein-Mosel Departements CHABAN, der Generalsekrätär MASSON“

Käufer war der Hofmann Nikolaus Becker aus Ediger, dessen Familie bis heute im Haus lebt. Das Wappen am Torbogen wurde wie die meisten Wappen im Rheinland abgeschlagen. Einige Fragmente blieben erhalten. 2006 wurde es originalgetreu restauriert.
1997–2000 wurde die Hofanlage restauriert. Das Anwesen beherbergt heute wieder ein Weingut.
In Ediger besaß das Kloster Springiersbach von 1334 bis 1794 in der Kapellenstraße auch noch einen unteren Hof, nach dem Kloster Martental Marthendaller Hoff genannt.

## Architektur
Der Felsenkeller geht laut Stadtforschung auf 1299 zurück und ist somit einer der ältesten Felsenkeller an der Mosel. Das Gebäude ist innen und außen prächtig ausgestattet. Die original Lehmstuckdecken sind erhalten. Unter besonderem Schutz der Denkmalpflege steht die Barocktreppe im Hauptgebäude, das Brunnenhaus im Innenhof und die Dachkonstruktion aus Eichenbalken.
Das gesamte Anwesen Kirchstraße 15 und Oberbachstraße 30 steht als ortsbildprägendes Gebäude unter Denkmalschutz, bzw. Ensembleschutz. 2010 erhielt der Hof aus den Händen des Regierungspräsidenten die Auszeichnung „Besonders wertvolle, denkmalgerechte Sanierung, eines ortsbildprägenden Gebäudes im ländlichen Raum“.

## Lagen und Rebsorten
Zum Weingut gehören ca. 4 ha Nutzflächen, teils sehr steile Weinberge, auf denen zu 90 % Riesling angebaut wird. Andere Rebsorten sind Spätburgunder, Grauburgunder und Gewürztraminer. Die Weinbergsböden bestehen aus Verwitterungsschiefer.
Zu den Weinbergsflächen des Gutes gehören folgende Lagen:
- Ellerer Calmont – Steilster Weinberg der Welt
- Ediger Elzhofberg
- Ediger Feuerberg
- Ediger Osterlämmchen
- Eller Pfirsichgarten
- Nehren Römerberg